# Gerritse-Entscheidung
Mit der Gerritse-Entscheidung hat der EuGH bekräftigt, dass beschränkt Steuerpflichtige nicht schlechter als unbeschränkt Steuerpflichtige behandelt werden dürfen.

## Sachverhalt und Streitgegenstand
Herr Arnoud Gerritse, ein niederländischer Staatsbürger mit Wohnsitz in den Niederlanden, ist grundsätzlich in den Niederlanden unbeschränkt steuerpflichtig. Er ist als Schlagzeuger tätig und erzielte im Jahr 1996 für einen Auftritt in Deutschland ein Honorar von ca. 6.000 DM, wobei ihm Kosten von ca. 1.000 DM entstanden sind.
Die damals geltenden steuerlichen Regelungen sahen vor, dass Herr Gerritse auf die (Brutto)Einnahmen eine pauschale Steuer von 25 % zu entrichten hatte (§ 50a Abs. 4, Abs. 5 S. 4 EStG 1997). Einem in Deutschland unbeschränkt Steuerpflichtigen wäre dagegen der Abzug der Werbungskosten von den Bruttoeinnahmen gestattet worden. Sein Antrag, wie ein unbeschränkt Steuerpflichtiger behandelt zu werden, wurde abgelehnt, da seine Einkünfte in den Niederlanden zu hoch waren (§ 1 Abs. 3 EStG 1996).
Im finanzgerichtlichen Verfahren hat das FG Berlin dem EuGH im Wege eines Vorabentscheidungsersuchens die Frage vorgelegt, ob § 50a EStG 1997 mit der Niederlassungsfreiheit nach Art. 43 (ehem. 52) EG-Vertrag vereinbar ist.

## Entscheidung des EuGH
Der EuGH stellte in seiner Entscheidung vom 12. Juni 2003 (Rs. C-234/01) zunächst klar, dass es sich um eine Frage der Dienstleistungsfreiheit (Art. 49, ehem. 59 EGV) handele, da Gerritse nur um eine vorübergehende Leistung erbracht habe.
Die Vorlage teilte er in zwei Teilfragen auf:
- a) die Frage nach der Besteuerung der Bruttoeinkünfte (ohne Abzug der Werbungskosten) von der Bemessungsgrundlage,
- b) die Frage nach der Berücksichtigung des Grundfreibetrags und der Anwendung des progressiven Einkommensteuertarifs.

### Besteuerung der Bruttoeinkünfte unvereinbar mit dem EG-Vertrag
Mit der ersten Teilfrage befasste sich der EuGH nur sehr kurz. Gebietsfremden (beschränkt Steuerpflichtigen) den Abzug von Werbungskosten zu versagen, sei eine nicht gerechtfertigte Ungleichbehandlung von vergleichbaren Situationen und diskriminiere Nichtansässige.

### Steuerabzug in Höhe von 25% bedingt zulässig
Ausführlicher wurde dagegen die Frage behandelt, ob die Anwendung eines festen Steuersatz von 25 % zulässig sei, oder ob auf die Einkünfte des beschränkt Steuerpflichtigen der normale Tarif inklusive Grundfreibetrag und Progression anzuwenden sei. Letztlich verwarf der EuGH die Klage insoweit, dass auch bei beschränkt Steuerpflichtigen der Grundfreibetrag zu berücksichtigen sei. Der Grundfreibetrag diene der steuerlichen Berücksichtigung des Existenzminimums, wofür grundsätzlich der Wohnsitzstaat zuständig sei. Allerdings dürfe die Steuer bei beschränkt Steuerpflichtigen nicht die Steuer übersteigen, die sich bei der Anwendung des progressiven Steuersatzes auf die um einen Betrag in Höhe des Grundfreibetrags erhöhten Einkünfte ergäbe.